# Sury-ès-Bois
Sury-ès-Bois é uma comuna francesa na região administrativa do Centro, no departamento Cher. Estende-se por uma área de 31,82 km². Em 2010 a comuna tinha 279 habitantes (densidade: 8,8 hab./km²).